# Joanna André
Joanna Ingrid Moa Tuz André, född 3 augusti 1982, är en svensk youtuber. Hon driver, tillsammans med sin familj, Youtubekanalen The Swedish Family.

## Biografi
André arbetade tidigare som redaktör för TV-produktioner men sade i december 2018 upp sig för att arbeta på heltid med Youtubekanalen som familjen startat två år tidigare. Videoklippen visar familjens vardagsliv, resor och utflykter. I april 2024 var The Swedish Family en av Sveriges största kanaler med 659 000 prenumeranter och 705 miljoner visningar totalt.
År 2024 debuterade André som författare med barnboken Det spökar på äventyrsbadet utgiven på bokförlaget The Book Affair. Boken bygger på familjen. Samma år kom uppföljaren Trollbergets hemlighet. André mötte viss kritik för att hon använt AI-bilder i boken istället för att anlita en illustratör.